# خوزه دانیل الوارز
خوزه دانیل الوارز (انگلیسی: José Daniel Álvarez؛ زادهٔ ۲۱ مارس ۱۹۷۵) بازیکن فوتبال اهل آرژانتین است.
از باشگاه‌هایی که در آن بازی کرده‌است می‌توان به باشگاه فوتبال سانتا کولوما اشاره کرد.